# Cryptothylax minutus
Cryptothylax minutus es una especie de anfibios de la familia Hyperoliidae.
Habita en los alrededores del lago Tumba (República Democrática del Congo).
Su hábitat natural incluye bosques tropicales o subtropicales secos y a baja altitud, ríos, pantanos, lagos de agua dulce, marismas de agua dulce, corrientes intermitentes de agua dulce, jardines rurales y zonas previamente boscosas ahora degradadas.